# جو جاكسون الحافي
كان جوزيف جيفرسون جاكسون (Joseph Jefferson Jackson) المولود في 16 من يوليو 1887م – 5 من ديسمبر 1951م)، الملقب بلقب «شوليس الحافي» (Shoeless Joe)، لاعب بيسبول أمريكي لعب في دوري البيسبول الرئيس في أوائل القرن العشرين. وهو معروف بأدائه في الميدان وبارتباطه بفضيحة بلاك سوكس، حيث شارك أفراد من فريق شيكاغو وايت سوكس في مؤامرة للتلاعب في نتائج السلسلة العالمية (World Series). ونتيجة لمشاركة جاكسون في تلك الفضيحة، حرم القاضي كينيسو ماونتن لانديز، المفوض الأول لدوري البيسبول الرئيس، جاكسون من اللعب بعد الموسم.
لعب جاكسون لصالح ثلاث فرق في الدوري الرئيس خلال حياته الرياضية التي استمرت 12 عامًا. قضى جاكسون – كعضو في فريق فلادلفيا أثليتيكس وفي فريق الدوري الفرعي نيو أورليانز بليكانز قبل الانضمام إلى كليفلاند نابس في نهاية موسم 1910م. كما ظل في كليفلاند خلال الجزء الأول من ؛ ولعب ما تبقى من موسم خلال مع فريق شيكاغو وايت سوكس.
إن جاكسون الذي لعب الميدان الأيسر أغلب حياته الرياضية، له حاليًا ثالث أعلى معدل تسديد في العمر الرياضي في تاريخ الدوري الرئيس. وفي، وصل معدل جاكسون 408. ولا يزال هذا الموسم سادس أعلى موسم فردي منذ، والذي يعد بداية العصر الحديث لهذه الرياضة. كما حدد معدله ذلك العام الرقم القياسي لمتوسط التسديد في الموسم الفردي للمبتدئ. بيب روث ادعى في وقت لاحق أنه عدل من أسلوب الضرب الخاص به بعد أسلوب جاكسون.
ولا يزال جاكسون يحتفظ إنديانز ووايت سوكس وامتياز تسجيلات ثلاثيات في معدل تسديد الموسم والعمر الوظيفي. في عام 1999، احتل جاكسون المرتبة الخامسة والثلاثين في قائمة أخبار الرياضة' لأعظم لاعبي البيسبول وتم ترشيحه للقائمة النهائية لفرق القرن في الدوري الرئيس للبيسبول (Major League Baseball All-Century Team). فقد صوت له المعجبون باعتباره المدافع الثاني عشر الأفضل على الإطلاق. كما احتل المرتبة الثالثة والثلاثين في قائمة أفضل اللاعبين لغير الرماة وفقًا لصيغة مشاركات الفوز (shares) التي وضعها بيل جيمز.
وقد ورد أن جاكسون كان أميًا، وهو اتهام حساس بالنسبة له. ففي المطاعم، كان جاكسون ينتظر حتى يقوم رفاقه بطلب الطعام لأنفسهم ليقوم بعد ذلك بطلب أحد الأنواع التي سمعها منهم، لكي لا يحرج نفسه بسؤال أحد قراءة قائمة المأكولات له.

## قائمة المصادر
- "Shoeless: The Life And Times of Joe Jackson" نسخة محفوظة 12 يونيو 2006 على موقع واي باك مشين., by David L. Fleitz (2001, McFarland & Company Publishers)
- Say It Ain't So, Joe!: The True Story of Shoeless Joe Jackson, by Donald Gropman
- Shoeless Joe  [لغات أخرى]‏, a novel by W. P. Kinsella
- Eight Men Out, by Eliot Asinof
- Joe Jackson: A Biography, by Kelly Boyer Sagert
- A Man Called Shoeless, by Howard Burman
- Shoeless Joe & Me (HarperCollins, 2002) by دان غوتمان

## وصلات خارجية
- جو جاكسون الحافي على موقع IMDb (الإنجليزية)
- جو جاكسون الحافي على موقع الموسوعة البريطانية (الإنجليزية)
- جو جاكسون الحافي على موقع إن إن دي بي (الإنجليزية)
- جو جاكسون الحافي على موقع قاعدة بيانات الفيلم (الإنجليزية)
- جو جاكسون الحافي على موقع دوري كرة القاعدة الرئيسي (الإنجليزية)
- جو جاكسون الحافي على موقعبيزبول رفرنس.كوم (الدوري الرئيسي) (الإنجليزية)
- جو جاكسون الحافي على موقعبيزبول رفرنس.كوم (الدوري الثانوي) (الإنجليزية)
- جو جاكسون الحافي على موقع جمعية أبحاث البيسبول الأمريكية (الإنجليزية)
- جو جاكسون الحافي على موقع إي إس بي إن.كوم (أم.أل.بي) (الإنجليزية)
- جو جاكسون الحافي على موقع مشجعي الرسوم البيانية (الإنجليزية)

- جو جاكسون الحافي على موقع فايند أغريف
- ShoelessJoeJackson.com نسخة محفوظة 16 أبريل 2021 على موقع واي باك مشين. - الموقع الإلكتروني الرسمي لجاكسون
- Joe Jackson Plaza in Greenville, SC
- The letter written by Commissioner Landis banning Jackson from baseball